# Michael Prinz von Preußen

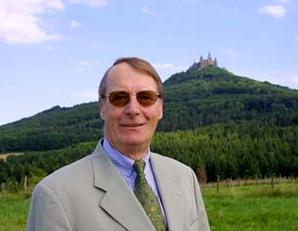
Michael Prinz von Preußen vor der Burg Hohenzollern bei Hechingen

Michael Prinz von Preußen (* 22. März 1940 in Berlin als Wilhelm Heinrich Michael Louis Ferdinand Friedrich Franz Wladimir; † 3. April 2014 in Thanheim) war ein deutscher Buchautor. Er gehörte zum brandenburg-preußischen Familienzweig der Hohenzollern.

## Familie
Michael Prinz von Preußen wurde als zweiter Sohn von Louis Ferdinand von Preußen in Berlin-Wilmersdorf geboren. Sein Vater war ein Enkel des letzten deutschen Kaisers Wilhelm II., seine Mutter Kira Romanowa eine Urenkelin des russischen Zaren Alexander II. und eine Großnichte des Zaren Alexander III. Über Wilhelm II. als auch über Alfred von Sachsen-Coburg und Gotha bestand eine Verwandtschaft zwischen von Preußen und der britischen Königin Victoria. Er war zudem ein Onkel von Georg Friedrich von Preußen, dem derzeitigen Oberhaupt des Hauses Hohenzollern.

## Leben und Wirken
Gegen Ende des Zweiten Weltkrieges musste seine Familie aus Cadinen in Ostpreußen fliehen und siedelte sich im Bremer Ortsteil Borgfeld an, wo Michael von Preußen aufwuchs.
Nach einem Studium in Freiburg und einem mehrjährigen Aufenthalt in den USA arbeitete er erst in New York und später in Berlin als Verkaufsrepräsentant für die amerikanische Fluggesellschaft Pan Am. Beruflich folgten diverse Tätigkeiten im Finanzgewerbe, im PR-Bereich und im Hotelwesen, unter anderem als Mitglied der Verkaufsdirektion der Maritim Hotelgesellschaft. In den 1980er Jahren zog er mit seiner Frau Brigitta für neun Jahre nach Mallorca, wo er für große Unternehmen in der Werbung tätig war.

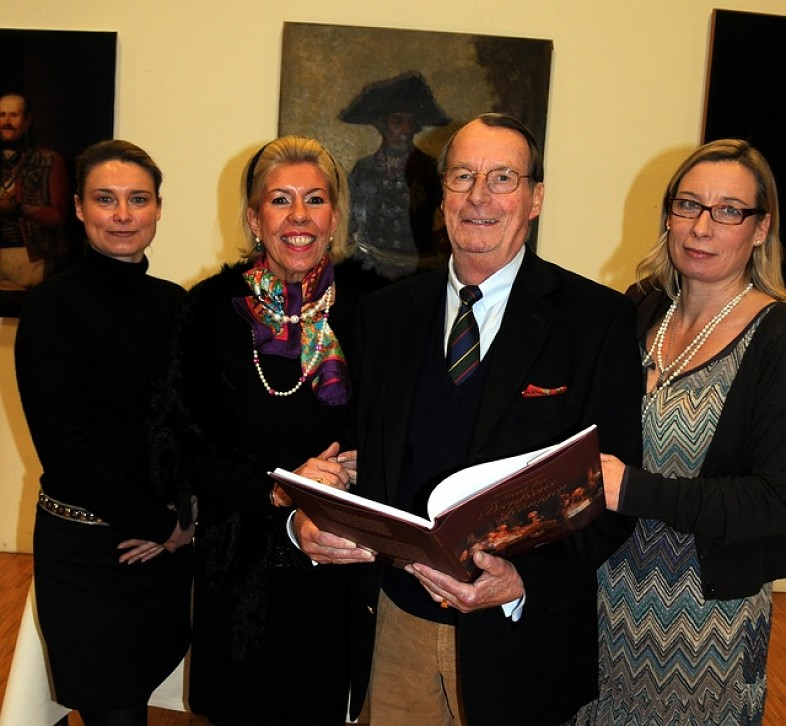
Michael von Preußen mit seiner zweiten Ehefrau Brigitta und seinen beiden Töchtern aus erster Ehe

Michael von Preußen war von 1966 bis 1982 mit Jutta, geborene Jörn (* 1943) verheiratet. Dieser Verbindung entstammen seine beiden Töchter Micaela und Nataly. Im Jahr 1982 ging er eine zweite Ehe mit Brigitta Dallwitz-Wegner (1939–2016) ein. Seine beiden Ehen gelten nach dem Hausgesetz als unebenbürtig. Die familieninternen Regelungen führten für ihn zu Nachteilen beim Erbe.
Er veröffentlichte 1986 die Autobiografie „Ein Preußenprinz zu sein“. Ab 2008 folgten Geschichtswerke und zahlreiche Teilnahmen an Veranstaltungen zur Geschichte der Hohenzollern.
Ein knappes Jahr vor Michael von Preußens Tod hatten er und seine Ehefrau noch medienwirksam Pläne veröffentlicht, dem Beispiel von Michaels Vetter Franz-Friedrich folgend, Erwachsene adoptieren zu wollen, wobei das Ehepaar pro Adoption eine Million Euro erwartete. Die im Erwachsenenalter Adoptierten durften im Gegenzug erwarten, künftig den Nachnamen „Prinz von Preußen“ bzw. „Prinzessin von Preußen“ tragen zu dürfen.
Michael von Preußen lebte zuletzt in Thanheim im Zollernalbkreis, das sich nahe der Burg Hohenzollern befindet. Zwei Jahre nach seinem Tod verstarb seine zweite Frau durch Suizid.

## Schriften
- Ein Preußenprinz zu sein. Langen, München 1986.
- Ein Preußenprinz zu sein. Lübbe (Taschenbuch), Bergisch Gladbach 1989, ISBN 3-404-61145-4.
- Auf den Spuren der deutschen Monarchien. Lingen, Köln 2008, ISBN 978-3-938323-85-4.
- Zu Gast bei Preußens Königen. Lingen, Köln 2009, ISBN 978-3-941118-29-4.
- Die Staufer: Herrscher einer glanzvollen Epoche. Lingen, Köln 2010, ISBN 978-3-941118-49-2.
- Die Preußen am Rhein: Burgen, Schlösser, Rheinromantik. Lingen, Köln 2011, ISBN 978-3-941118-99-7.
- Friedrich der Große. Lingen, Köln 2011, ISBN 978-3-941118-97-3.

## Vorfahren
| Ahnentafel Michael Prinz von Preußen  | Ahnentafel Michael Prinz von Preußen                                                                              | Ahnentafel Michael Prinz von Preußen                                                                              | Ahnentafel Michael Prinz von Preußen                                                                                      | Ahnentafel Michael Prinz von Preußen                                                                                      | Ahnentafel Michael Prinz von Preußen                                                                                            | Ahnentafel Michael Prinz von Preußen                                                                                            | Ahnentafel Michael Prinz von Preußen                                                                                            | Ahnentafel Michael Prinz von Preußen                                                                                            |
| ------------------------------------- | --- | --- | --- | --- | --- | --- | --- | --- |
| Urgroßeltern                          | Kaiser Wilhelm II. (1859–1941) ⚭ 1881 Auguste Viktoria von Schleswig-Holstein-Sonderburg-Augustenburg (1858–1921) | Kaiser Wilhelm II. (1859–1941) ⚭ 1881 Auguste Viktoria von Schleswig-Holstein-Sonderburg-Augustenburg (1858–1921) | Großherzog Friedrich Franz III. von Mecklenburg (1851–1897) ⚭ 1879 Großfürstin Anastasia Michailowna Romanowa (1860–1922) | Großherzog Friedrich Franz III. von Mecklenburg (1851–1897) ⚭ 1879 Großfürstin Anastasia Michailowna Romanowa (1860–1922) | Großfürst Wladimir Alexandrowitsch Romanow (1847–1909) ⚭ 1874 Marie zu Mecklenburg (1854–1920)                                  | Großfürst Wladimir Alexandrowitsch Romanow (1847–1909) ⚭ 1874 Marie zu Mecklenburg (1854–1920)                                  | Alfred von Sachsen-Coburg und Gotha (1844–1900) ⚭ 1874 Großfürstin Marija Alexandrowna Romanowa (1853–1920)                     | Alfred von Sachsen-Coburg und Gotha (1844–1900) ⚭ 1874 Großfürstin Marija Alexandrowna Romanowa (1853–1920)                     |
| Großeltern                            | Kronprinz Wilhelm von Preußen (1882–1951) ⚭ 1905 Herzogin Cecilie zu Mecklenburg (1886–1954)                      | Kronprinz Wilhelm von Preußen (1882–1951) ⚭ 1905 Herzogin Cecilie zu Mecklenburg (1886–1954)                      | Kronprinz Wilhelm von Preußen (1882–1951) ⚭ 1905 Herzogin Cecilie zu Mecklenburg (1886–1954)                              | Kronprinz Wilhelm von Preußen (1882–1951) ⚭ 1905 Herzogin Cecilie zu Mecklenburg (1886–1954)                              | Großfürst Kyrill Wladimirowitsch Romanow (1876–1938) ⚭ 1905 Prinzessin Victoria Melita von Sachsen-Coburg und Gotha (1876–1936) | Großfürst Kyrill Wladimirowitsch Romanow (1876–1938) ⚭ 1905 Prinzessin Victoria Melita von Sachsen-Coburg und Gotha (1876–1936) | Großfürst Kyrill Wladimirowitsch Romanow (1876–1938) ⚭ 1905 Prinzessin Victoria Melita von Sachsen-Coburg und Gotha (1876–1936) | Großfürst Kyrill Wladimirowitsch Romanow (1876–1938) ⚭ 1905 Prinzessin Victoria Melita von Sachsen-Coburg und Gotha (1876–1936) |
| Eltern                                | Louis Ferdinand Prinz von Preußen (1907–1994) ⚭ 1938 Kira Kirillowna Romanowa (1909–1967)                         | Louis Ferdinand Prinz von Preußen (1907–1994) ⚭ 1938 Kira Kirillowna Romanowa (1909–1967)                         | Louis Ferdinand Prinz von Preußen (1907–1994) ⚭ 1938 Kira Kirillowna Romanowa (1909–1967)                                 | Louis Ferdinand Prinz von Preußen (1907–1994) ⚭ 1938 Kira Kirillowna Romanowa (1909–1967)                                 | Louis Ferdinand Prinz von Preußen (1907–1994) ⚭ 1938 Kira Kirillowna Romanowa (1909–1967)                                       | Louis Ferdinand Prinz von Preußen (1907–1994) ⚭ 1938 Kira Kirillowna Romanowa (1909–1967)                                       | Louis Ferdinand Prinz von Preußen (1907–1994) ⚭ 1938 Kira Kirillowna Romanowa (1909–1967)                                       | Louis Ferdinand Prinz von Preußen (1907–1994) ⚭ 1938 Kira Kirillowna Romanowa (1909–1967)                                       |
| Michael Prinz von Preußen (1940–2014) | | | | | | | | |